# Cupid and the Widow
Cupid and the Widow è un cortometraggio muto del 1906 diretto da Lewin Fitzhamon.

## Trama
Cupido dimostra a una giovane vedova come l'amore possa essere superiore al denaro.

## Produzione
Il film fu prodotto dalla Hepworth.

## Distribuzione
Distribuito dalla Hepworth, il film - un breve cortometraggio di 45,7 metri- uscì nelle sale cinematografiche britanniche nell'aprile 1906.
Si conoscono pochi dati del film che, prodotto dalla Hepworth, fu distrutto nel 1924 dallo stesso produttore, Cecil M. Hepworth. Fallito, in gravissime difficoltà finanziarie, il produttore pensò in questo modo di poter almeno recuperare il nitrato d'argento della pellicola.